# Избирательный штаб

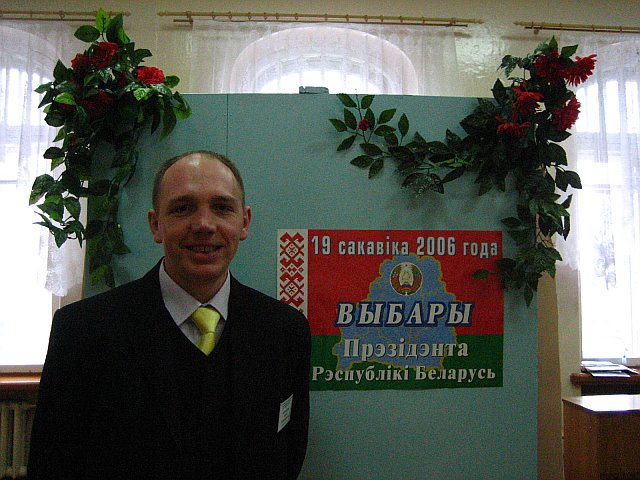
Избирательный штаб на выборах президента Белоруссии

Избирательный штаб — временный коллектив людей, объединённых задачей добиться победы или наилучшего результата кандидата в депутаты или на выборную должность (группы кандидатов, политической партии, общественного объединения), а также место основной дислокации этого коллектива. В российском избирательном законодательстве не даётся определение избирательного штаба и не определяется правосубъектность его членов, (определяется лишь статус доверенных лиц, уполномоченных представителей, членов избирательных комиссий с правом совещательного голоса и т. п.). Вместе с тем представители избирательных штабов нередко делают заявления от имени кандидатов по вопросам их избирательных кампаний. Период деятельности избирательного штаба — с начала избирательной кампании (штаб может начать работу чуть раньше или чуть позже официального начала кампании) до завершения процесса подсчета голосов и определения результатов выборов (иногда из-за судебных процессов завершение его работы может затянуться).

## Структура избирательного штаба
Избирательный штаб обладает отдельными чертами централизованной организации: централизованное руководство и соподчинение, формализованная структура, система замены членов и сотрудников избирательного штаба. В крупномасштабной избирательной кампании действует система избирательных штабов (центральный избирательный штаб, региональные и местные избирательные штабы).
Избирательный штаб или система избирательных штабов как правило подчиняется одному лицу, которое может называться по-разному — руководитель избирательной кампании, начальник избирательного штаба, менеджер проекта и т. п., иногда в этом качестве выступает сам кандидат, но чаще эту работу делает опытный политтехнолог.
Структура избирательного штаба сильно зависит от масштаба кампании и традиционно включает организационно-массовое направление (сеть агитаторов и распространителей агитационных материалов), агитационно-рекламное направление (формирование имиджа кандидата, подготовка выступлений в СМИ, агитационных материалов), юридическую службу (правовое сопровождение избирательных кампаний, представительство кандидатов в избирательных комиссиях и судах), финансовую службу (операции с избирательными фондами), ближе к дню голосования создаётся служба наблюдения.